# Labastide-d'Armagnac

Labastide-d'Armagnac este o comună în departamentul Landes din sud-vestul Franței. În 2009 avea o populație de 686 de locuitori.

## Evoluția populației
| An        | 1975 | 1982 | 1990 | 1999 | 2006 | 2009 |
| --------- | ---- | ---- | ---- | ---- | ---- | ---- |
| Populație | 809  | 775  | 731  | 707  | 692  | 686  |